# Concerning Hobbits
«Concerning Hobbits» («De los Hobbits») es una pieza musical compuesta por Howard Shore para la banda sonora original de la película El Señor de los Anillos: la Comunidad del Anillo. Su título es el de una de las secciones del prólogo de la novela El Señor de los Anillos, de J. R. R. Tolkien.

## Música y uso en las películas
Aunque la flauta irlandesa y el violín se encargan de los solos y las principales melodías de la pieza, también es notable el uso que Shore hace del bodhrán para crear un sonido de «pulso cardíaco». Con esta pieza su autor pretendió evocar sentimientos de paz: es una de las pistas más alegres de la trilogía, frente a otras piezas que invocan sentimientos de miedo, aventura o vileza. Contiene los temas principales para la ambientación en la película de la Comarca, constituyendo el leit motiv de los Hobbits, y se emplea habitualmente asociada a una de estas situaciones:
- «arreglo reflexivo»: el tema se interpreta en solos de whistle o zampoña;
- «arreglo rural»: el tema se interpreta como una melodía campesina ligera de influencias célticas, en un solo de violín. Representa la vida ligera y errática de los Hobbits en Hobbiton;
- «arreglo de himno»: esta interpretación representa la aflicción por la érdida de la inocencia de los Hobbits y la celebración de su resolución para encarar la adversidad.
- «el entendimiento de un hobbit»: arreglo que presenta el tema de la Comarca en su guisa más florida. Aunque represente a los Hobbits en su mayor grado de profundidad y complejidad, se mantiene tierno y afectuoso;
- «arreglo jubiloso»;
- «arreglo de nana»;
- como acompañamiento de la acción de los Hobbits:
  - pasaje «subrayar hobbit»: pasaje simple, interpretado principalmente por violonchelos y contrabajos, que se emplea como expectativa de cosas por llegar. Aparece bastante en las escenas iniciales de la Comarca, que retratan los aspectos jubilosos de los Hobbits;
  - pasaje «dos pasos hobbit»: pasaje corto que aparece con frecuencia en la introducción de la Comarca, y que a menudo concluye con el «golpe final hobbit»;
  - compás «transición hobbit»: pasaje ostinato que se oye durante el material de la Comarca, normalmente como simple acompañamiento, pero en ocasiones de manera más perceptible;
  - pasaje «golpe final hobbit»: un rimshot lleno de gracia que juega con el estilo de vida campechano de los Hobbits;
  - pasaje «extravagancia hobbit».

La melodía de «Concerning Hobbits» es una de las claves de esta banda sonora y aporta frescura al disco, repitiéndose bajo los diferentes arreglos descritos en otras cinco pistas: «Many Meetings», «The Breaking of the Fellowship», «At the Sign of the Prancing Pony», «The Black Rider» y «The Council of Elrond».
Se ha sugerido que ciertos pasajes de esta pieza guardan similitudes con la melodía de la canción «Heart and Soul» (1938), de Hoagy Carmichael.

## Intérpretes
- Howard Shore: director de orquesta;
- Alan Doherty: flauta irlandesa;
- Orquesta Filarmónica de Londres;
- Orquesta Sinfónica de Nueva Zelanda.